# Alessandro Lazzaretto
Alessandro Lazzaretto (Torino, 14 luglio 1967) è un ex giocatore di football americano e allenatore di football americano italiano.

## Carriera
Ha giocato nel ruolo di wide receiver nella squadra dei Giaguari Torino negli anni '80 e '90 e nel Blue Team dal 1986 al 1995.

## Palmarès

### Club
- 1991: campione d'Italia (4 luglio, Stadio Brianteo di Monza).
- 1992: vice-campione d'Europa per squadre di club ad Uppsala (Svezia).

### Nazionale
Ha partecipato a quattro campionati europei: 
- 1987: si è laureato campione d'Europa ad Helsinki (Finlandia).